# 瓜亚瓦尔 (奇里基省)
瓜亚瓦尔是巴拿马奇里基省博克龙区的一个城市。 该市面积为57.3平方（22.1平方英里），2010年时人口为2,111，故其人口密度为36.9名居民每平方（96名居民每平方英里）。 1990年时人口为1,543，2000年时人口为1,797。